# Felland
Felland is een buurtschap in de gemeente Groningen in de provincie Groningen. Het ligt tussen Haren en Onnen, direct ten oosten van de spoorlijn Groningen - Assen en ten zuiden van de weg tussen Haren en Waterhuizen.
Felland ligt op de zandrug die parallel loopt met de Hondsrug, en waarop ook Onnen ligt. Deze rug vormt de westgrens van het dal van de Hunze. Bij Felland ligt in dat dal het natuurgebied de Harense Wildernis dat in beheer is bij het Groninger Landschap.
Bij Felland heeft de (toenmalige) gemeente Haren een bedrijventerrein aangelegd, waardoor de buurtschap nauwelijks nog als zodanig is te herkennen. De naam Felland kan verwijzen naar Fenland (land dat wel beweid wordt, maar niet gehooid), of is afgeleid van de eigennaam Felle.
Stad: Groningen

Dorpen: Garmerwolde · Glimmen · Haren · Harkstede (deels) · Lageland · Lellens · Meerstad · Noordlaren · Onnen · Sint-Annen · Ten Boer · Ten Post · Thesinge · Winneweer · Woltersum

Buurtschappen: Achter-Thesinge · Boltklap · Bouwerschap · Bovenrijge · Dilgt · Dorkwerd · Engelbert · Emmerwolde · Essen · Euvelgunne · Felland · Harendermolen · Hemert · Hemmen · Hoogkerk · Leegkerk · Hoornsedijk · Klein Harkstede · Kröddeburen · Lageweg · Lutjewolde · Middelbert · Noorddijk · Noorderhoogebrug · Oosterdijkshorn · Oosterhoogebrug · Oude Roodehaan · Paterswolde (deels) · Ruischerbrug · Roodehaan · Slaperstil · Steerwolde · Vierverlaten · Wittewierum · Zevenhuisjes

Provincie Groningen: Steden en dorpen      Nederland: Provincies · Gemeenten